# Orzocco Torchitorio I
Orzocco Torchitorio I anche detto Orzocorre e Torgodorio (... – 1089 circa) è stato un Giudice di Cagliari (autodefinitosi rex Sardiniae de loco Calaris riecheggiando il ruolo dell'Arconte di Sardegna) dal 1058 alla sua morte.

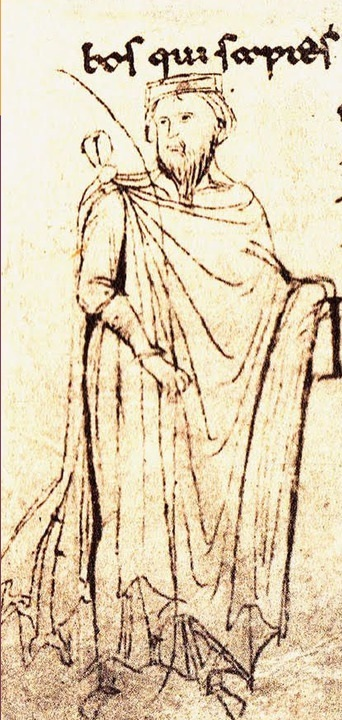
Orzocco di Cagliari, Registrum Petri Diaconi

Fece parte della prima dinastia regnante nel Giudicato, quella dei Lacon-Gunale.

## Biografia
Torchitorio fu Giudice nel tempo in cui il primo monachesimo occidentale venne introdotto in Sardegna, all'interno della più vasta riforma gregoriana della Chiesa. Cagliari a quel tempo, come gli altri giudicati sardi, si trovava sotto la forte influenza del Papato e della Repubblica di Pisa. Torchitorio fu uno dei primi giudici di cui si conservino dei documenti storici, da questi sappiamo che egli aumentò molto le donazioni a favore dei monaci benedettini di Montecassino che si trasferirono sull'isola, portando con loro un rinnovamento religioso, assieme a un incremento economico e tecnologico, grazie alle loro tecniche e conoscenze. Tra l'altro egli venne direttamente sollecitato da papa Gregorio VII a forzare i preti della sua arcidiocesi a radere le loro barbe e ad occuparsi delle loro chiese, definite neglette.
La moglie di Torchitorio fu Vera e la coppia fu abile nel rompere la tradizione dell'alternanza familiare (nonostante la maggior parte degli storico consideri Orzocco figlio del precedente giudice), facendo succedere al trono giudicale il loro figlio maggiore, Costantino I Salusio II. Vera sopravvisse al marito e morì nel 1090. Gli altri loro figli furono Pietro, Sergio, Orzocorre, Gonario e Torbeno di Cagliari. Tutti morirono entro il 1125 tranne Torbeno, che per un breve periodo riuscì ad usurpare il trono del fratello e che è ancora attestato in vita in un documento datato 13 febbraio 1130.